# 15001 Fuzhou
15001 Fuzhou este un asteroid din centura principală de asteroizi.

## Descriere
15001 Fuzhou este un asteroid din centura principală de asteroizi. A fost descoperit pe 21 noiembrie 1997 la Xinglong în cadrul programului Beijing Schmidt CCD Asteroid Program. Asteroidul prezintă o orbită caracterizată de o semiaxă mare de 2,97 ua, o excentricitate de 0,13 și o înclinație de 11,5° în raport cu ecliptica.